# Deutsche Eishockeynationalmannschaft

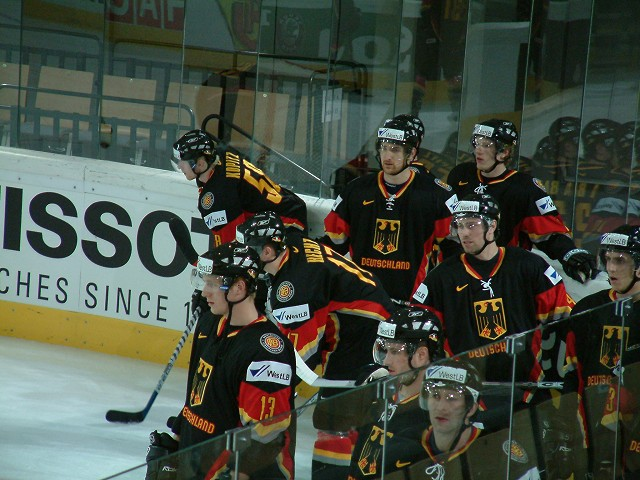
Spieler der deutschen Nationalmannschaft bei der WM 2005

Die deutsche Eishockeynationalmannschaft ist eine vom Bundestrainer getroffene Auswahl deutscher Spieler. Sie repräsentiert den Deutschen Eishockey-Bund (DEB) auf internationaler Ebene, zum Beispiel bei den Eishockey-Weltmeisterschaften der IIHF oder den Olympischen Winterspielen, aber auch bei anderen Turnieren wie z. B. dem World Cup of Hockey. Die Mannschaft wird nach der Weltmeisterschaft 2023 in der IIHF-Weltrangliste auf Platz 5 geführt. 2018 gewann die Mannschaft die Silbermedaille bei den Olympischen Winterspielen und wurde von den deutschen Sportjournalisten zur Mannschaft des Jahres gewählt. 2023 errang das Team die Silbermedaille bei der Weltmeisterschaft.

## Geschichte
Die deutsche Nationalmannschaft bestritt ihr erstes Länderspiel im Laufe der Eishockey-Europameisterschaft 1910, als sie am 10. Januar dem späteren Europameister Großbritannien mit 0:1 unterlag. Das Deutsche Reich selbst gewann bei diesem Turnier die Silbermedaille. Auch in den folgenden vier Jahren bis zur zwischenzeitlichen Abschaffung der EM 1914 nahm die Nationalmannschaft stets an den Europameisterschaften teil und gewann in jedem Jahr eine Medaille (drei Mal Silber, ein Mal Bronze), wobei das Turnier 1912 und somit der Vizeeuropameistertitel des Deutschen Reichs aufgrund der fehlenden Verbandsmitgliedschaft der teilnehmenden Österreicher nachträglich von der Internationalen Eishockey-Föderation annulliert wurden. Ihr bis dahin größter Erfolg gelang der deutschen Nationalmannschaft mit dem Gewinn der Bronzemedaille bei den Olympischen Winterspielen 1932 in Lake Placid, die gleichzeitig als Weltmeisterschaft gewertet wurden, wobei ohnehin nur vier Mannschaften als Folge der Weltwirtschaftskrise und der daraus resultierenden fehlenden finanziellen Mittel an dem Turnier teilnahmen. Bei den Weltmeisterschaften 1930 und 1953 wurde Deutschland jeweils Vizeweltmeister, bei der WM 1934 belegte das Deutsche Reich den dritten Platz. Zudem wurde die Nationalmannschaft bei den Weltmeisterschaften 1930 und 1934, die jeweils parallel als Europameisterschaft gewertet wurden, Europameister.
Deutsche Nationalmannschaften nahmen seit 1952 jeweils an den olympischen Eishockeyturnieren teil. Da DDR und Bundesrepublik Deutschland bei den Olympischen Spielen 1956 bis 1964 mit einer gemeinsamen, gesamtdeutschen Delegation vertreten waren, wurde zuvor jeweils eine innerdeutsche Qualifikation ausgespielt, bei der sich in allen drei Fällen die Auswahlen des westdeutschen DEB durchsetzten. Jedoch konnte die Mannschaft international zunächst nicht an die Erfolge der ersten Hälfte des 20. Jahrhunderts anschließen. Erstmals gewann das Team bei den Olympischen Winterspielen 1976 in Innsbruck die Bronzemedaille. Nachdem Deutschland bei der Weltmeisterschaft 2009 eigentlich sportlich bereits in die Division I abgestiegen war und nur als Gastgeber der folgenden WM den Klassenerhalt erreicht hatte, erzielte die Nationalmannschaft bei der Weltmeisterschaft 2010 vor eigenem Publikum einen überraschenden vierten Platz und somit ihr bestes WM-Ergebnis seit 57 Jahren. Bei den Olympischen Winterspielen 2018 in Südkorea schaffte die Mannschaft mit dem Einzug ins Finale den bislang größten internationalen Erfolg. Dort unterlag man in der Overtime der russischen Mannschaft mit 3:4 durch Sudden Death.
2023 gewann Deutschland die Silbermedaille bei der Weltmeisterschaft, im Finale unterlag man Kanada mit 2:5. Nach zweimaliger eigener Führung gab die Mannschaft den ersten Titel im Schlussdrittel aus den Händen.
Seit 1987 ist die deutsche Nationalmannschaft Gastgeber des Deutschland-Cups, den sie bislang neun Mal gewinnen konnte (zuletzt 2014, 2015, 2021 und 2022).
Bis Juni 2011 hat das A-Team Deutschlands insgesamt 1233 Spiele bestritten, davon 454 Siege, 120 Unentschieden, 659 Niederlagen. (Stand 6. Juni 2011).

## General Manager
- 1996–2015: Franz Reindl
- 2015–2018: Marco Sturm

## Teammanager

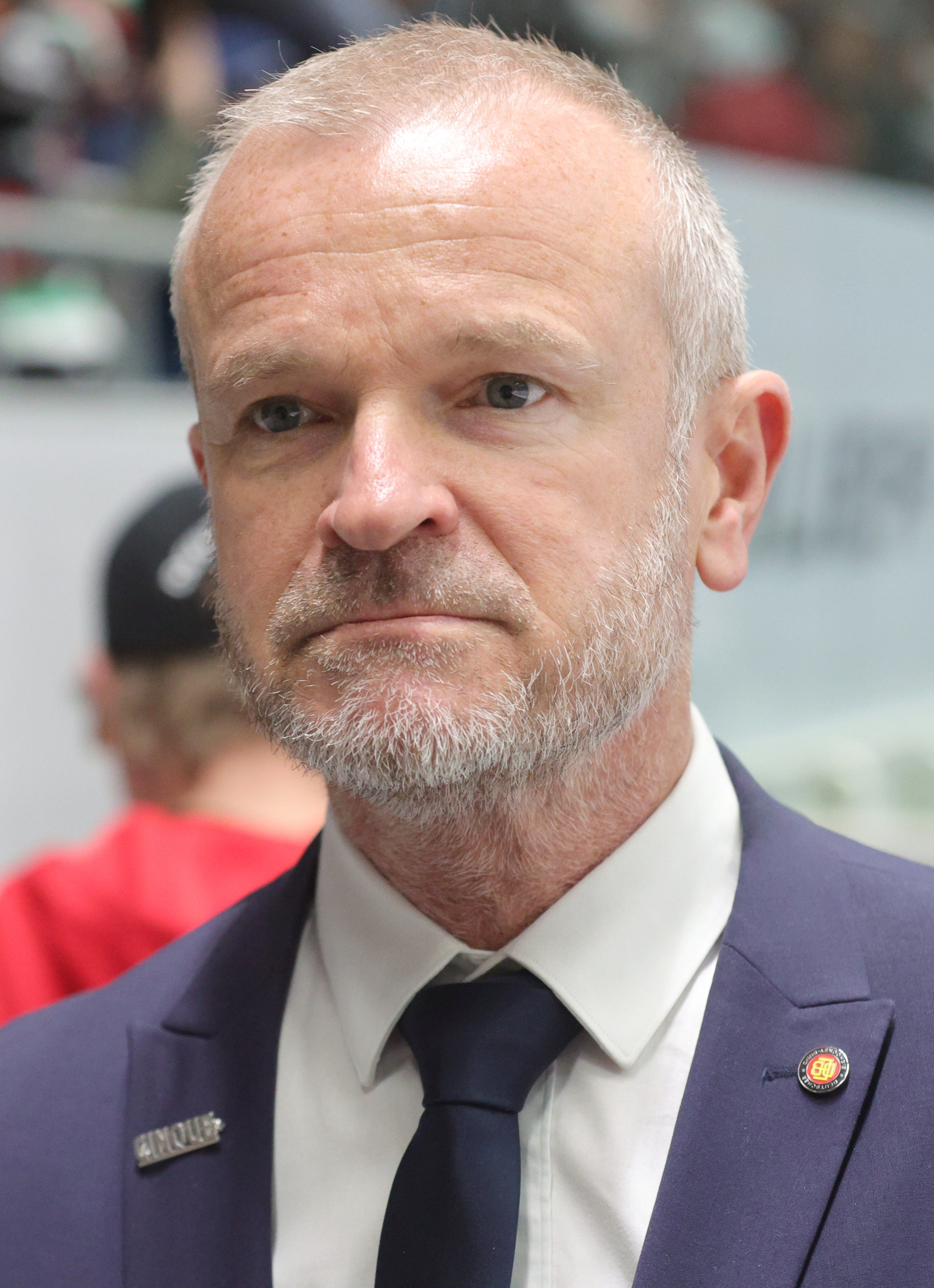
Horst Fuchs (2024)

- 1999–2002: Eckardt Schindler (Neufahrn)
- 2002–2004: Marco Stichnoth (Hannover)
- 2004–2008: Carlos Vogel (München)
- 2008–?: Klaus Merk (Augsburg)
- seit 2018 Horst Fuchs (Ingolstadt)

## Trainer
In der Anfangszeit des deutschen Eishockeys gab es noch keine richtigen Trainer, so wurden die Spieler von sogenannten Außenkapitänen oder anderen Offiziellen geleitet. Anders als im Fußball war es im deutschen Eishockey durchaus üblich, als Reichs-, National- beziehungsweise Bundestrainer Ausländer zu engagieren, die bis Ende der 1960er vor allem aus Kanada kamen.
- Außenkapitän
  - 1924–1928 Erich Römer

- Auswahltrainer der Olympiamannschaft
  - 1933/1934 (Vorname unbekannt) Meximer (Kanada)

- Reichstrainer
  - 1935–1936 Bobby Hoffinger (Kanada)
  - 1936–1939 Bobby Bell (Kanada)

- Auswahltrainer (Sowjetische Besatzungszone/Deutsche Demokratische Republik)
  - 1947–1952 Gerhard Kießling
  - 1957–1970 Rudi Schmieder
  - 1970–1976 Joachim Ziesche, Klaus Hirche
  - 1976–1980 Günter Schischefski
  - 1980–1989 Joachim Ziesche, Hartmut Nickel
  - 1989–1990 Hartmut Nickel, Rüdiger Noack, Roland Herzig

- Nationaltrainer (Bundesrepublik Deutschland)
  - 1952–1953 Joe Aitken (Kanada)
  - 1953–1954 Bruno Leinweber (Deutschland)
  - 1954–1957 Frank Trottier (Kanada)
  - 1958–1960 Gerhard Kießling (Deutschland)
  - 1960 (Olympische Spiele) Karl Wild (BR Deutschland)
  - 1961–1963 Victor Heyliger (Kanada)

- Bundestrainer (BR Deutschland)

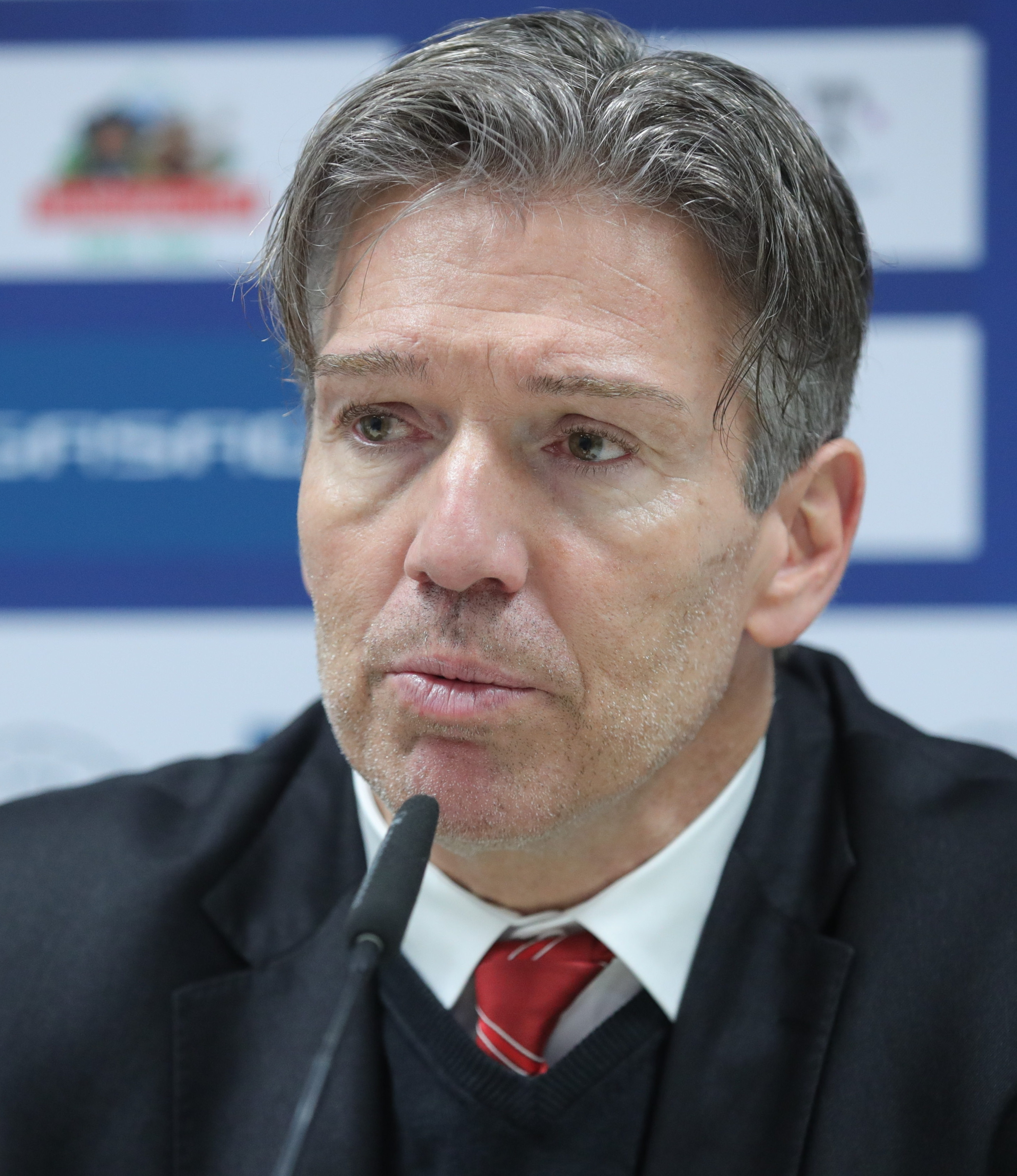
Uwe Krupp (2023)

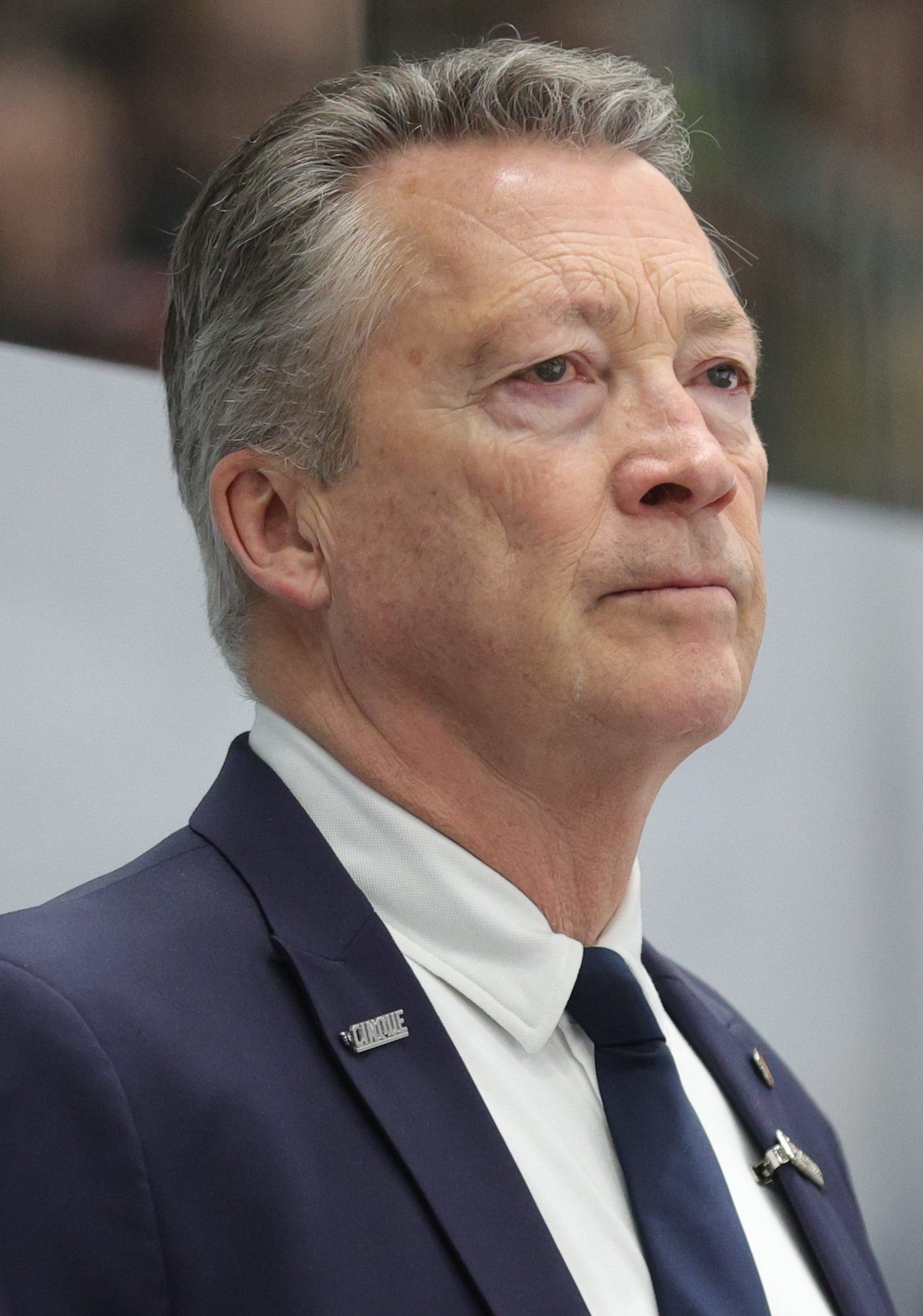
Harold Kreis (2024)

  - 1963–1965 Markus Egen, Engelbert Holderied, Xaver Unsinn (alle BR Deutschland)
  - 1965–1968 Ed Reigle (Kanada)
  - 1968–1969 Vladimír Bouzek (ČSSR)/Markus Egen (BR Deutschland)
  - 1969–1970 Vladimír Bouzek (ČSSR)/Ernst Trautwein (BR Deutschland)
  - 1971–1974 Gerhard Kießling (BR Deutschland)
  - 1975–1977 Xaver Unsinn (BR Deutschland)
  - 1978–1981 Hans Rampf (BR Deutschland)
  - 1982–1990 Xaver Unsinn (BR Deutschland) (2. Teil der WM: Erich Kühnhackl (BR Deutschland))
  - 1991–1992 Ladislav Olejník/Erich Kühnhackl (Deutschland)
  - 1992–1994 Luděk Bukač (Tschechien)
  - 1994–1999 George Kingston (Kanada)
  - 1999–2004 Hans Zach (Deutschland)
  - 2004 Franz Reindl (Deutschland)
  - 2004–2005 Greg Poss (Deutschland/USA)
  - 2005–2011 Uwe Krupp (Deutschland)
  - 2011–2012 Jakob Kölliker (Schweiz)[3]
  - 2012–2015 Pat Cortina (Kanada)[4]
  - 2015–2018 Marco Sturm (Deutschland)[5]
  - 2018–2022 Toni Söderholm (Finnland)[6]
  - seit 2023: Harold Kreis (Deutschland/Kanada)[7]

## Maskottchen
Seit November 2006 ist Urmel auf dem Eis das offizielle Maskottchen der deutschen Nationalmannschaft. Er trägt die Rückennummer (20)10 (Jahr der Eishockey-WM in Deutschland) und spielte laut seiner Fanpage als Stürmer beim „EHC Titiwu“ und beim EHC „Augsburger Puppenkiste“.

## Kader

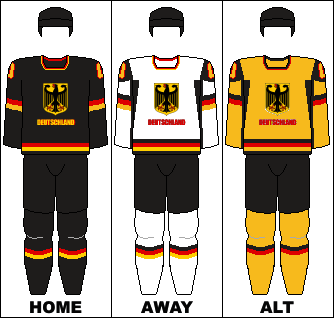
Trikotdesign der Nationalmannschaft

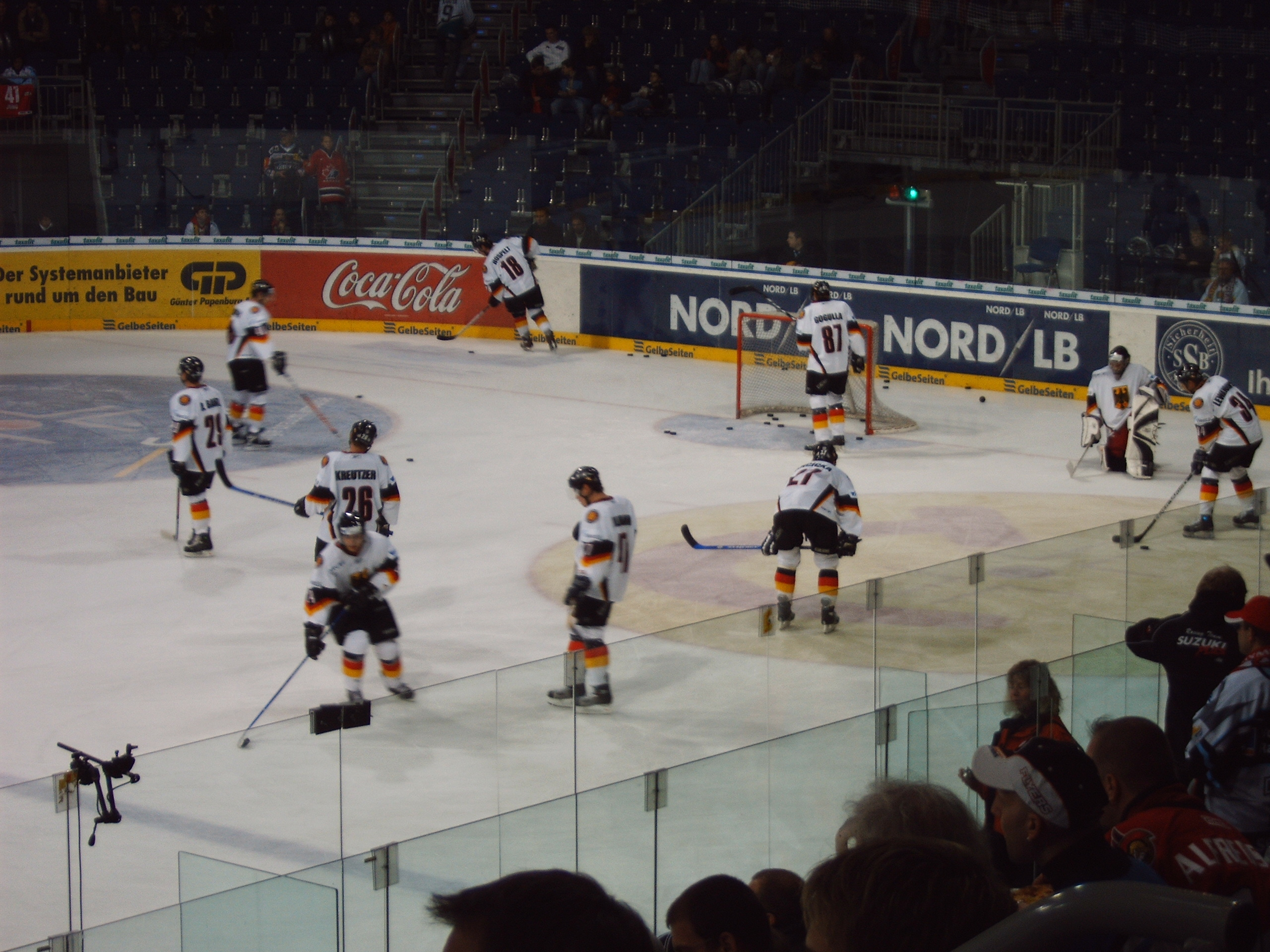
Spieler der deutschen Nationalmannschaft beim Deutschland Cup 2006 in Hannover

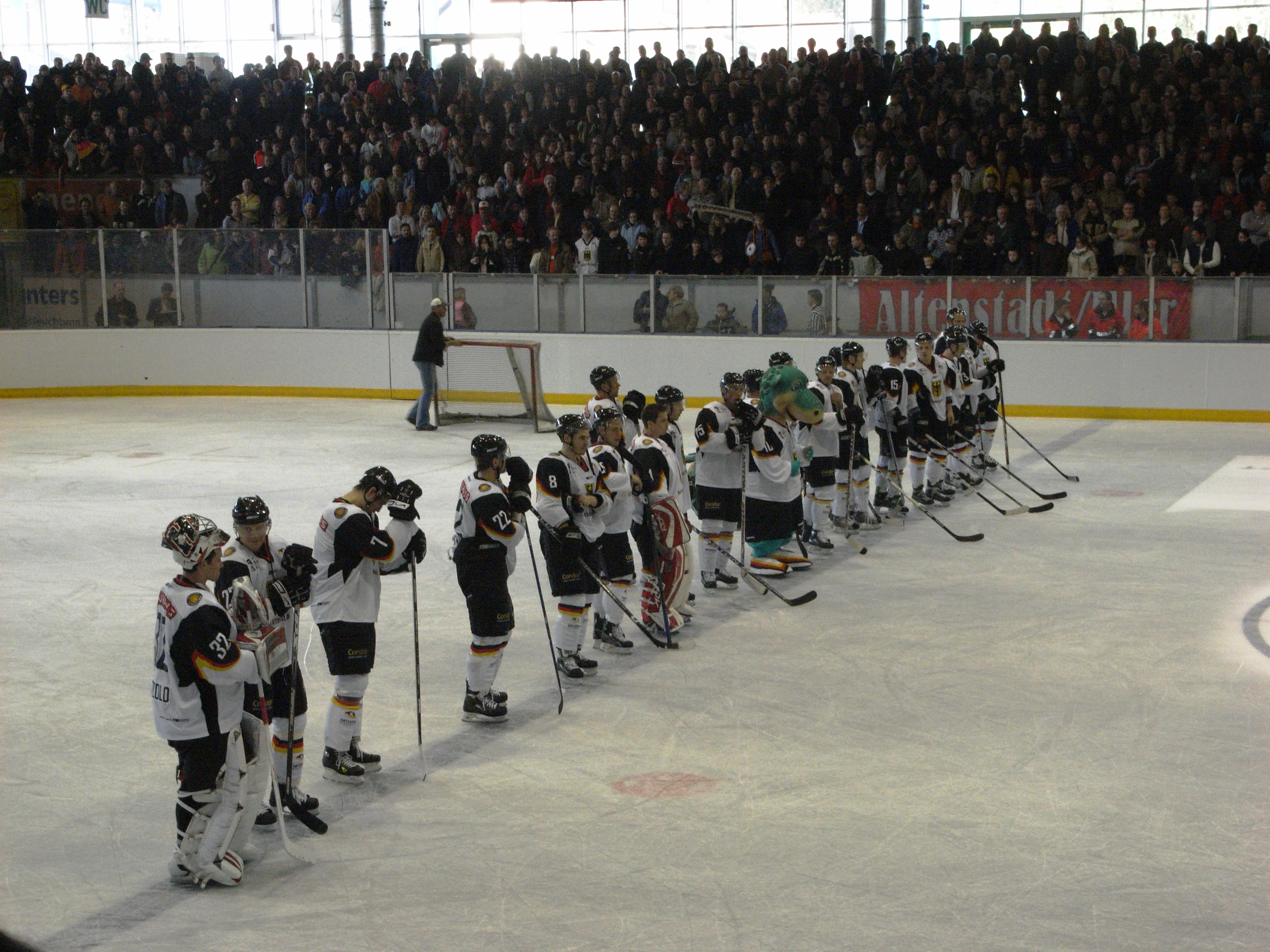
Spieler der deutschen Nationalmannschaft bei einem Vorbereitungsspiel am 18. Mai 2009 in Memmingen, in der Mitte das Maskottchen Urmel

### Aktueller Trainerstab
| Funktion         | Nat.               | Name             | Geburtsdatum  |
| ---------------- | ------------------ | ---------------- | ------------- |
| Cheftrainer      | Deutschland Kanada | Harold Kreis     | 19. Jan. 1959 |
| Assistenztrainer | Deutschland        | Alexander Sulzer | 30. Mai 1984  |

### Gesperrte Trikotnummern
Folgende Trikotnummern werden zu Ehren der Spieler, die sie getragen haben, zur besonderen Anerkennung ihrer Leistungen für die Nationalmannschaft nicht mehr vergeben:
- 04 – Udo Kießling
- 14 – Erich Kühnhackl
- 20 – Robert Dietrich
- 23 – Dieter Hegen
- 80 – Robert Müller

## Platzierungen bei internationalen Turnieren

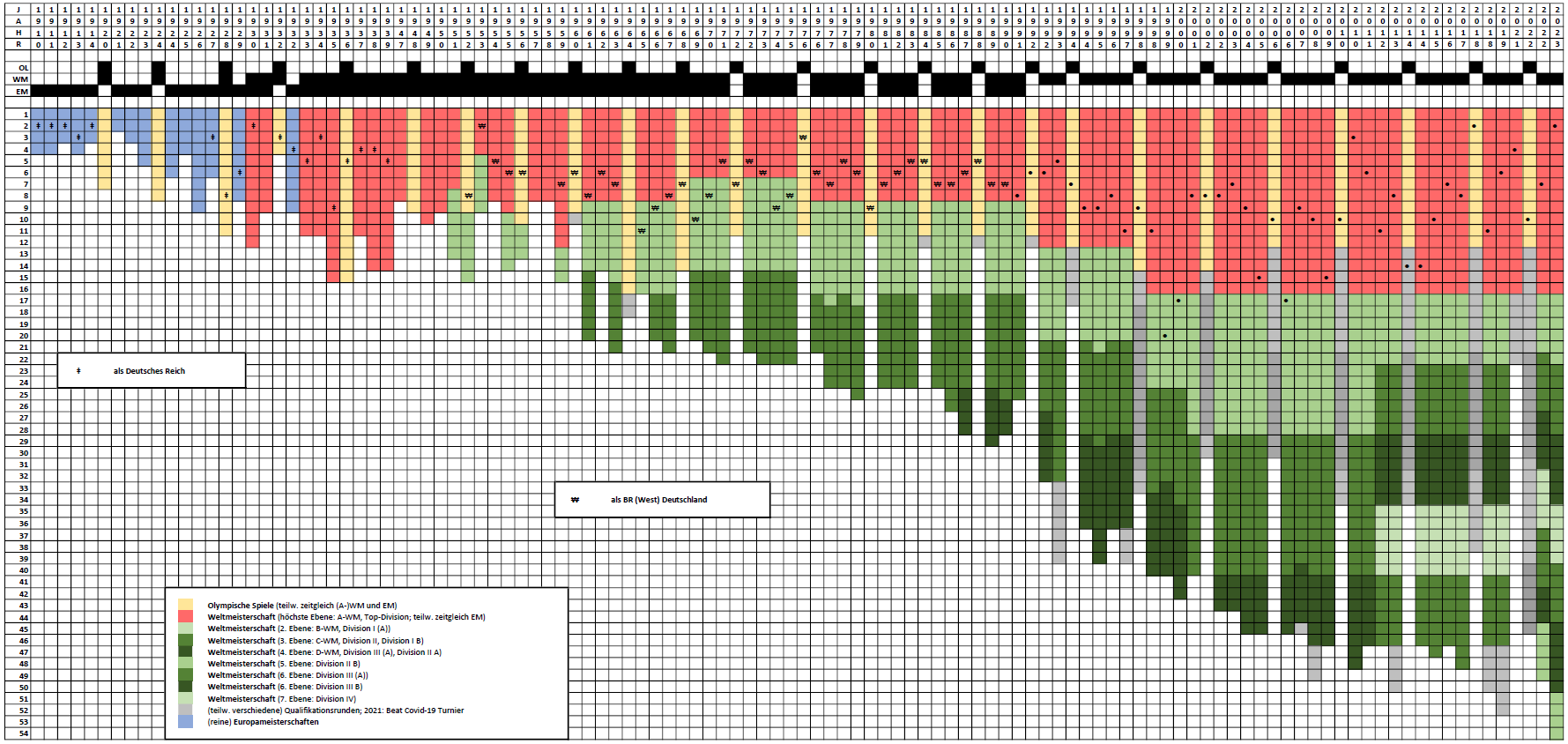
Platzierung der deutschen Eishockeynationalmannschaft bei EM, WM und Olympischen Spielen.

### Olympische Spiele
- 1920 nicht teilgenommen
- 1924 nicht teilgenommen
- 1928: 10. Platz
- 1932: Bronze
- 1936: 5. Platz
- 1948 nicht teilgenommen
- 1952: 8. Platz
- 1956: 6. Platz
- 1960: 6. Platz
- 1964: 7. Platz
- 1968: 7. Platz
- 1972: 7. Platz
- 1976: Bronze
- 1980: 10. Platz
- 1984: 5. Platz
- 1988: 5. Platz
- 1992: 6. Platz
- 1994: 7. Platz
- 1998: 9. Platz
- 2002: 8. Platz
- 2006: 10. Platz
- 2010: 11. Platz
- 2014: nicht qualifiziert
- 2018: Silber
- 2022: 10. Platz

### Weltmeisterschaften
- 1920/24 suspendiert
- 1928: 10. Platz
- 1930: 2. Platz
- 1931: nicht teilgenommen
- 1932: 3. Platz
- 1933: 5. Platz
- 1934: 3. Platz
- 1935: 9. Platz
- 1936: 5. Platz
- 1937: 4. Platz
- 1938: 4. Platz
- 1939: 5. Platz
- 1947–51 suspendiert
- 1952: 8. Platz
- 1953: 2. Platz
- 1954: 5. Platz
- 1955: 6. Platz
- 1956: 6. Platz
- 1957/58 verzichtet
- 1959: 7. Platz
- 1960: 6. Platz
- 1961: 8. Platz
- 1962: 6. Platz
- 1963: 7. Platz
- 1964: 7. Platz
- 1965: 11. Platz (3. B-WM)
- 1966: 9. Platz (1. B-WM)
- 1967: 8. Platz
- 1968: 7. Platz
- 1969: 10. Platz (4. B-WM)
- 1970: 8. Platz (2. B-WM)
- 1971: 5. Platz
- 1972: 5. Platz
- 1973: 6. Platz
- 1974: 9. Platz (3. B-WM)
- 1975: 8. Platz (2. B-WM)
- 1976: 6. Platz
- 1977: 7. Platz
- 1978: 5. Platz
- 1979: 6. Platz
- 1981: 7. Platz
- 1982: 6. Platz
- 1983: 5. Platz
- 1985: 7. Platz
- 1986: 7. Platz
- 1987: 6. Platz
- 1989: 7. Platz
- 1990: 7. Platz
- 1991: 8. Platz
- 1992: 6. Platz
- 1993: 5. Platz
- 1994: 9. Platz
- 1995: 9. Platz
- 1996: 8. Platz
- 1997: 11. Platz
- 1998: 11. Platz
- 1999: 20. Platz (4. B-WM)
- 2000: 17. Platz (1. B-WM)
- 2001: 8. Platz
- 2002: 8. Platz
- 2003: 6. Platz
- 2004: 9. Platz
- 2005: 15. Platz
- 2006: 17. Platz (1. Div. I)
- 2007: 9. Platz
- 2008: 10. Platz
- 2009: 15. Platz[9]
- 2010: 4. Platz
- 2011: 7. Platz
- 2012: 12. Platz
- 2013: 9. Platz
- 2014: 14. Platz
- 2015: 10. Platz
- 2016: 7. Platz
- 2017: 8. Platz
- 2018: 11. Platz
- 2019: 6. Platz
- 2021: 4. Platz
- 2022: 7. Platz
- 2023: 2. Platz
- 2024: 6. Platz
- 2025: 9. Platz

kursiv: Turnier wurde im Rahmen der Olympischen Spiele ausgetragen.

### Europameisterschaften
- 1910: 2. Platz (vertreten durch BSchC)
- 1911: 2. Platz
- (1912: 2. Platz) *
- 1913: 3. Platz
- 1914: 2. Platz
- 1921–1926 suspendiert
- 1927: 3. Platz
- 1928: 9. Platz
- 1929: 6. Platz
- 1930: Europameister
- 1931 nicht teilgenommen
- 1932: 4. Platz
- 1933: 3. Platz
- 1934: Europameister
- 1935: 8. Platz
- 1936: 3. Platz
- 1937: 3. Platz
- 1938: 3. Platz
- 1939: 3. Platz
- 1947–51 suspendiert
- 1952: 6. Platz
- 1953: 2. Platz
- 1954: 4. Platz
- 1955: 5. Platz
- 1956: 4. Platz
- 1957/58 nicht teilgenommen
- 1959: 5. Platz
- 1960: 4. Platz
- 1961: 6. Platz
- 1962: 4. Platz
- 1963: 5. Platz
- 1964: 4. Platz
- 1965/66 nicht qualifiziert
- 1967: 6. Platz
- 1968: 5. Platz
- 1969/70 nicht qualifiziert
- 1971: 5. Platz
- 1972: 5. Platz
- 1973: 6. Platz
- 1974/75 nicht qualifiziert
- 1976: 5. Platz
- 1977: 5. Platz
- 1978: 4. Platz
- 1979: 5. Platz
- 1981: 5. Platz
- 1982: 5. Platz
- 1983: 4. Platz
- 1985: 5. Platz
- 1986: 4. Platz
- 1987: 5. Platz
- 1989: 6. Platz
- 1990: 6. Platz
- 1991: 6. Platz

kursiv: Turnier wurde im Rahmen einer Weltmeisterschaft oder von Olympischen Spielen ausgetragen.

### LIHG-Meisterschaft
Bei der zeitgenössisch auch als Weltmeisterschaft bezeichneten LIHG-Meisterschaft wurde Deutschland durch den Berliner Schlittschuhclub vertreten. Da bei diesem Wettbewerb im Gegensatz zur Europameisterschaft auch ausländische Spieler zugelassen waren, traten auch Spieler wie der Schwede Nils Molander, der Schweizer Max Holsboer oder der Kanadier Arthur E. R. Boak für die deutsche Nationalmannschaft an.
- 1912: Sieger
- 1913: Sieger
- 1914: 2. Platz